# Château de Ballore
Le château de Ballore est un édifice situé sur la commune de Ballore, en Saône-et-Loire.

## Description
C'est un bâtiment de plan rectangulaire flanqué d'une tour circulaire ; tour ronde au nord-ouest.
Le château est une propriété privée et n'est pas ouvert au public. Il est en cours de restauration.

## Historique
- Début XIIIe siècle : fief de la famille de Ballore.
  - 1366 : extinction de la famille de Ballore à la mort de Marie de Ballore, épouse de Jean de Rabutin d'Epiry.
  - 1576 : la maison seigneuriale est ravagée par les Calvinistes.
  - 1578 : saisie du domaine sur Louis de Rabutin d'Epiry au profit de Léonor Chabot-Charny.
  - 1581 : il échoit à Melchior Bernard de Montessus, gouverneur de Chalon, qui en entreprend la reconstruction.
  - 1614 : Melchior lègue la terre à son petit-fils, à charge pour lui de terminer le corps de logis et la tour qui en est proche.
- XIXe siècle : importantes restaurations.
  - 1945 : naissance de Guy-René Bernard de Montessus, qui sera le dernier propriétaire du nom puisqu'il le vendra à sa nièce vingt ans après qu'il le lui soit transmis.
- XXe siècle
  - 2008 : Les actuels propriétaires, descendants de la famille Montessus, continuent la restauration de cette propriété.

Armes de la famille Bernard de Montessus.